# Útok na školu ve Spišské Staré Vsi
K útoku na Gymnáziu ve Spišské Staré Vsi došlo dne 16. ledna 2025. Zemřeli při něm dva lidé. Několik lidí bylo zraněno, jeden z nich velmi těžce. Krátce po útoku uvedla policie, že zatkla podezřelého osmnáctiletého mladíka. 19. ledna ho soud poslal do vazby. Oběťmi pachatele měla být zástupkyně ředitele školy a několik jeho spolužáků.
Pachatel Samuel Straško měl spolužákům vyhrožovat již dříve na gymnáziu v Kežmarku, které nedlouho před útokem navštěvoval (podle jiných údajů navštěvoval gymnázium v Lučenci).

## Vyšetřování
Pachatel byl obviněn z úkladné vraždy, zčásti dokonané a zčásti ve stadiu pokusu, a je stíhán vazebně. V probíhajícím vyšetřování generální prokuratura poukázala na alarmující pochybení úřadů a škol, kterých se v minulosti ve vztahu k žákovi dopustily.

### Související článek
- Útok na školu ve Vrútkách